# Gańczorka
Gańczorka (910 m n.p.m.) – wyraźny, prawie w całości porośnięty lasem szczyt w Paśmie Baraniej Góry i Skrzycznego w Beskidzie Śląskim, pierwszy na południe licząc od zwornikowej Karolówki.
W kierunku południowo-wschodnim od szczytu Gańczorki odchodzi boczne ramię ze szczytem Postrzedni Groń (763 m n.p.m.), opadające ku dolinie potoku Janoszka (Janoska). W kierunku zachodnim stoki opadają stromo wprost ku źródłowym ciekom Olzy. Na południe opada grzbiet ze szczytem Małej Gańczorki (831 m).
Grzbietem Beskidu Śląskiego przez szczyt Gańczorki biegła dawna granica między księstwami cieszyńskim (na zachodzie) i oświęcimskim (na wschodzie), później między księstwem cieszyńskim a Rzecząpospolitą, następnie między austriackim Śląskiem i Galicją. Z punktu widzenia etnograficznego linia ta oddziela Śląsk Cieszyński (na zachodzie) od Małopolski (Żywiecczyzny) na wschodzie. Dziś stoki wschodnie góry należą do Kamesznicy w powiecie żywieckim, a stoki zachodnie do Istebnej w powiecie cieszyńskim.
Szczyt buduje wielka soczewka gruboławicowych, gruboziarnistych piaskowców ciężkowickich, tworzących pod samym wierzchołkiem wychodnię skalną z niewielką jaskinią, znaną pod nazwą Jaskini w Gańczorce (Groty w Gańczorce).
Nazwa szczytu, według lokalnego podania, pochodzi od garncarza (w miejscowej gwarze: gańczorza), który miał tutaj mieszkać w samotności i tu umrzeć samobójczą śmiercią. Inne podania mówią, że miało to być od tego czasu miejsce tracenia skazańców i grzebania samobójców. (...), a właściwie tam wywożono ich na sanicach, pozostawiając własnemu losowi. Ostatnie klęczary-sanice, pozostawione ze zwłokami samobójcy, jeszcze można dziś zobaczyć – wspominał w połowie lat 30. XX w. istebniański proboszcz, ksiądz Emanuel Grim. Według Aleksego Siemionowa prawidłowa nazwa szczytu to Janoszka, taką nazwę podawał bowiem już Andrzej Komoniecki (1658–1728), autor „Chronografii albo Dziejopisu Żywieckiego”. Nazwę Gańczorka wprowadziła mapa austriacka pod koniec XIX wieku i nazwa ta utrzymała się na wszystkich późniejszych mapach.
Grzbietem Gańczorki biegnie granica między miejscowościami Istebna (powiat cieszyński) i Kamesznica (powiat żywiecki). Wschodnie stoki Gańczorki trawersują znaki niebieskie szlaku turystycznego ze Zwardonia na Baranią Górę.

## Szlaki turystyczne
Zachodnimi stokami Gańczorki biegnie niebieski szlak turystyczny:
 odcinek: Koniaków (przystanek PKS pod Koczym Zamkiem) – Przełęcz Koniakowska – Tyniok – Mała Gańczorka – Gańczorka – Karolówka – Schronisko PTTK Przysłop pod Baranią Górą. Odległość 7,3 km, suma podejść 310 m, czas przejścia 2:20 godz., z powrotem 2 godz.